# Emily Brydon
Emily Brydon (Fernie, 21 april 1980) is een Canadese voormalig alpineskiester. Ze vertegenwoordigde haar vaderland op de Olympische Winterspelen 2002 in Salt Lake City, op de Olympische Winterspelen 2006 in Turijn en op de Olympische Winterspelen 2010 in Vancouver .

## Carrière
Brydon maakte in november 1998 in Lake Louise haar wereldbekerdebuut. Eén jaar later scoorde ze in datzelfde Lake Louise haar eerste wereldbekerpunten. In november 2000 behaalde Emily Brydon in Aspen haar eerste top tien klassement in een wereldbekerwedstrijd. Een maand later stond ze in Sankt Moritz voor de eerste maal op het podium. In Sankt Anton nam Brydon deel aan de wereldkampioenschappen alpineskiën 2001. Op dit toernooi eindigde ze als zevende op de combinatie en als twaalfde op de Super G. Tijdens de Olympische Winterspelen van 2002 in Salt Lake City eindigde de Brydon als zevenentwintigste op de slalom. Op de wereldkampioenschappen alpineskiën 2003 in Sankt Moritz eindigde Brydon als elfde op de combinatie, als achttiende op de afdaling en als twintigste op de slalom. In Bormio nam Brydon deel aan de wereldkampioenschappen alpineskiën 2005. Op dit toernooi eindigde ze als elfde op de afdaling, als dertiende op de combinatie en als eenentwintigste op de Super G. Tijdens de Olympische Winterspelen van 2006 in Turijn eindigde Brydon als negende op de Super G, als dertiende op de combinatie en als twintigste op de afdaling. Op de wereldkampioenschappen alpineskiën 2007 in Åre eindigde Brydon als tiende op de supercombinatie en als dertiende op de Super G. In februari 2008 boekte Brydon in Sankt Moritz haar eerste wereldbekerzege. In Val-d'Isère nam de Canadese deel aan de wereldkampioenschappen alpineskiën 2009, op dit toernooi eindigde ze als elfde op de afdaling en als dertiende op de Super G. Op de Olympische Winterspelen 2010 in Vancouver eindigde ze veertiende op de supercombinatie.

## Resultaten

### Titels
- Canadees kampioene super G - 1998, 2004, 2005, 2010
- Canadees kampioene afdaling - 1999, 2004
- Canadees kampioene slalom - 2005

### Olympische Spelen
| Jaar | Plaats         | Resultaten                             |
| ---- | -------------- | -------------------------------------- |
| 2002 | Salt Lake City | 27e Slalom 38e Reuzenslalom            |
| 2006 | Turijn         | 9e Super G 13e Combinatie 20e Afdaling |
| 2010 | Vancouver      | 14e Supercombinatie 16e Afdaling       |

### Wereldkampioenschappen
| Jaar | Plaats       | Resultaten                                                          |
| ---- | ------------ | ------------------------------------------------------------------- |
| 2001 | Sankt Anton  | 7e Combinatie 12e Super G                                           |
| 2003 | Sankt Moritz | 11e Combinatie 18e Afdaling 20e Slalom 23e Super G 24e Reuzenslalom |
| 2005 | Bormio       | 11e Afdaling 13e Combinatie 21e Super G                             |
| 2007 | Åre          | 10e Supercombinatie 13e Super G 24e Afdaling 34e Slalom             |
| 2009 | Val-d'Isère  | 11e Afdaling 13e Super G                                            |

### Wereldbeker

#### Eindklasseringen
| Seizoen   | Algm | AD  | SL  | RS  | SG  | SC  |
| --------- | ---- | --- | --- | --- | --- | --- |
| 1999/2000 | 95e  | 62e | -   | -   | 41e | -   |
| 2000/2001 | 34e  | 16e | 52e | -   | 23e | -   |
| 2002/2003 | 64e  | 45e | -   | -   | 20e | -   |
| 2003/2004 | 27e  | 12e | -   | -   | 20e | -   |
| 2004/2005 | 20e  | 12e | -   | 41e | 19e | 60e |
| 2005/2006 | 40e  | 44e | -   | 38e | 17e | 21e |
| 2006/2007 | 16e  | 13e | -   | 46e | 11e | 10e |
| 2007/2008 | 14e  | 10e | -   | 56e | 5e  | 12e |
| 2008/2009 | 29e  | 16e | -   | -   | 20e | 12e |
| 2009/2010 | 20e  | 6e  | -   | -   | 19e | 10e |

#### Wereldbekerzeges
| Datum           | Plaats       | Onderdeel |
| --------------- | ------------ | --------- |
| 3 februari 2008 | Sankt Moritz | Super G   |